# بيانكا راسيل
بيانكا راسيل (بالإنجليزية: Bianca Russell)‏ هي لاعب هوكي الحقل نيوزيلندية، ولدت في 4 يوليو 1978 في تاكابونا ‏ في نيوزيلندا.

## وصلات خارجية
- بيانكا راسيل على موقع أوليمبيديا (الإنجليزية)
- بيانكا راسيل على موقع اللجنة الأولمبية النيوزيلندية (الإنجليزية)